# Partidul Social-Liberal (Republica Moldova)
Partidul Social-Liberal (PSL) a fost un partid de centru-dreapta din Republica Moldova, constituit la 9 mai (Ziua Europei) 2001 prin fuziunea Ligii Creștin-Democrate a Femeilor din Moldova cu Grupul Inițiativei Social-Liberale (GISL). Simbolul PSL a fost Steaua de la Betleem, iar imnul de partid a fost Odă Bucuriei din Simfonia nr. 9 de Beethoven. 
Partidul a fost creat din inițiativa politologului și eseistului Oleg Serebrian, care la 12 martie 2001a lansat Manifestul Social-Liberal, în care expune principiile programatice și statutare ale partidului. Acesta urma să apară prin fuziunea mai multor formațiuni de centru-dreapta în jurul GISL, un club neformal al tinerilor absolvenți ai instituțiilor din România și Occident. În noiembrie 2001, la Partidul Social-Liberal a aderat Liga Națională a Tineretului din Moldova, iar în decembrie 2002 și Partidul Forțelor Democratice, una din cele mai mari formațiuni politice de orientare liberală din Republica Moldova. În urma alegerilor din 6 martie 2005, PSL a obținut 3 mandate de deputat (din 101) în Parlamentul Republicii Moldova. La 10 iulie 2005, Congresul Partidului Social-Liberal l-a reales în calitate de președinte pe Oleg Serebrian. La Congresul de la Marrakech al Internaționalei Liberale (10 noiembrie 2006), PSL a fost acceptat ca membru cu drepturi depline al acestei organizații internaționale a partidelor liberale.
La alegerile prezidențiale din 2005, parlamentarii PSL l-au votat pe Vladimir Voronin pentru funcția de preșefinte, ceea ce a dus la demisia lui Alexandru Moșanu din funcția de președinte de onoare.
La 10 februarie 2008, PSL a fuzionat cu Partidul Democrat din Moldova.

## Rezultate electorale
- Alegerile locale din 2003 - participă în alianță cu Partidul Social-Democrat. Întreaga alianță obține 4,44% voturi la alegerile pentru consilieri raionali și municipali.
- Alegerile parlamentare din 2005 - participă în cadrul Blocului Moldova Democrată, întreaga alianță obținînd 28,53% din voturi.
- Alegerile locale din iunie 2007 - pentru prima oară candidează de sine stătător :
  - Alegeri de primari (primul tur): 33 382 voturi (3,23%)
  - Alegeri consilii municipale și raionale: 43 493 voturi (3,77%)
  - Alegeri consilii sătești și orășenești: 34 799 voturi (3,44%).

La alegerile din 2007 PSL a avut cele mai bune rezultate (voturi pentru consiliile sătești și orășănești) în raionul Rezina (13,39 %) și cele mai proaste în regiunea autonomă Gagauz Yeri (0,14%).

Parlamentare 2005

## Conducerea PSL (la1 aprilie2005)
- Alexandru Moșanu, Președinte de onoare
- Oleg Serebrian, Președinte
- Cornel Ciurea, Vicepreședinte
- Nicolae Dabija, Vicepreședinte
- Valeriu Matei, Vicepreședinte
- Ala Mândâcanu, Vicepreședinte
- Valentina Stratan-Golban, Vicepreședinte
- Valeriu Streleț, Vicepreședinte
- Igor Klipii, Secretar general